# Esquemas (álbum)
Esquemas es el segundo álbum de estudio en español de la cantante estadounidense Becky G. Fue lanzado el 13 de mayo de 2022 a través de Kemosabe Records, RCA Records y Sony Music Latin.
Esquemas debutó en el puesto 92 del Billboard 200 de EU, incluido el puesto 5 en Top Latin Albums y el puesto 1 en Latin Pop Albums con 11.000 unidades equivalentes a álbumes.

## Antecedentes
Becky anunció por primera vez el álbum a través de Instagram al revelar la portada y el título solo unas horas después del lanzamiento del sencillo promocional del álbum, «No mienten».
Ella comenzó a compartir fragmentos de canciones después de que se anunció el álbum, incluidas las canciones «Tajín» con el rapero puertorriqueño Guaynaa, «Kill Bill» y el cuarto sencillo del álbum «Bailé con mi ex».
Los títulos de las canciones del álbum se dieron a conocer el 5 de mayo de 2022 y la lista de canciones oficial se dio a conocer el 9 de mayo de 2022. Reveló que el álbum tenía nuevas colaboraciones con Guaynaa y Elena Rose, y las colaboraciones lanzadas anteriormente con El Alfa, Natti Natasha y Karol G.

## Sencillos
El 20 de abril de 2021, Becky y Natti Natasha lanzaron su segunda colaboración y tercera canción juntas «Ram pam pam» como sencillo para sus dos segundos álbumes de estudio respectivamente.
El 4 de junio de 2021, la cantante colaboró con El Alfa en la canción «Fulanito», lanzada como segundo sencillo del álbum. Un baile de la canción se hizo viral en la aplicación TikTok.
El 10 de febrero de 2022, Becky colaboró con Karol G en la canción «Mamiii», lanzada como tercer sencillo del álbum. La canción se convirtió en su canción más alta en la lista Billboard Hot 100. 
«No mienten» fue lanzado el 20 de abril de 2022 como el primer sencillo promocional del álbum.
«Bailé con mi ex» fue lanzado el 10 de mayo de 2022, como el cuarto sencillo del álbum.

## Lista de canciones
| Lista de canciones deEsquemas |                                   |                               |          |  |
| N.º                           | Título                            | Productor(es)                 | Duración |  |
| 1.                            | «Buen día»                        | Skylar Mones                  | 3:38     |  |
| 2.                            | «Fulanito» (con El Alfa)          | Rafael Rodríguez              | 3:38     |  |
| 3.                            | «Tajin» (con Guaynaa)             | Kuinvi                        | 2:54     |  |
| 4.                            | «Flashback» (con Elena Rose)      | Di Genius                     | 3:25     |  |
| 5.                            | «Bailé con mi ex»                 | Mazzarri                      | 3:41     |  |
| 6.                            | «Dolores»                         | Kuinvi                        | 3:19     |  |
| 7.                            | «Una más»                         | Di Genius                     | 3:07     |  |
| 8.                            | «Borracha»                        | Kuinvi                        | 3:37     |  |
| 9.                            | «Kill bill»                       | Kuinvi                        | 3:01     |  |
| 10.                           | «Que le muerda»                   | Kuinvi                        | 3:40     |  |
| 11.                           | «Guapa»                           | Kuinvi                        | 3:19     |  |
| 12.                           | «Ram pam pam» (con Natti Natasha) | Jean Carlos Hernández Espinal | 3:21     |  |
| 13.                           | «No mienten»                      | Juacko                        | 3:27     |  |
| 14.                           | «Mamiii» (con Karol G)            | Ovy on the Drums              | 3:47     |  |
| 48:48                         |                                   |                               |          |  |

## Recepción

### Listas de fin de año
| Publicación   | Lista                                  | Puesto | Ref.   |
| ------------- | -------------------------------------- | ------ | ------ |
| Billboard     | Los 50 mejores álbumes de 2022         | 45     | [ 8 ]  |
| Rolling Stone | Las 100 mejores canciones del 2022     | 69     | [ 9 ]  |
| Variety       | Los 10 mejores álbumes latinos de 2022 | 7      | [ 10 ] |

### Premios y nominaciones
| Año  | Premios                      | Categoría                   | Resultado | Ref.   |
| ---- | ---------------------------- | --------------------------- | --------- | ------ |
| 2022 | Billboard Latin Music Awards | Álbum de Pop Latino del Año | Nominado  | [ 11 ] |
| 2022 | Los 40 Music Awards          | Mejor Álbum                 | Nominado  | [ 12 ] |
| 2022 | RIAA Gold & Platinum Awards  | Top Latin Album             | Ganador   | [ 13 ] |
| 2023 | Latin American Music Awards  | Álbum del Año               | Nominado  | [ 14 ] |
| 2023 | Latin American Music Awards  | Mejor Álbum – Pop           | Nominado  | [ 14 ] |
| 2023 | Premio Lo Nuestro            | Álbum del Año               | Nominado  | [ 15 ] |
| 2023 | Premio Lo Nuestro            | Álbum Urbano del Año        | Nominado  | [ 15 ] |

## Listas

### Semanales
| Lista (2022)                      | Posición más alta |
| --------------------------------- | ----------------- |
| España (PROMUSICAE)               | 28                |
| Estados Unidos (Billboard 200)    | 92                |
| Estados Unidos (Top Latin Albums) | 5                 |
| Estados Unidos (Latin Pop Albums) | 1                 |

### Listas de fin de año
| Lista (2022)                    | Posición |
| ------------------------------- | -------- |
| US Top Latin Albums (Billboard) | 30       |

## Historial de lanzamientos
| Región | Fecha              | Formato                         | Etiqueta                | Ref.   |
| ------ | ------------------ | ------------------------------- | ----------------------- | ------ |
| Varios | 13 de mayo de 2022 | Descarga digital, streaming, CD | Kemosabe RCA Sony Latin | [ 21 ] |